# پیرمحمد جهانگیر
پیر محمد (زاده ۱۳۷۴ - مرگ ۸۰۹ ق / ۲۲ فوریه ۱۴۰۷) فرزند میرزا جهانگیر و نوه تیمور لنگ از امیران و حکمرانان تیموری بود. وی در پی شورش وزیر خویش پیرعلی تاز کشته شد.

## زندگی‌نامه
تیمور به هنگام مرگ، او را به ولیعهدی خود برگزید چرا که از فرزندان ذکورش، عمرشیخ و جهانگیر در زمان حیاتش درگذشته بودند و میرانشاه و شاهرخ نیز چون مورد توجه او نبودند، به جانشینی انتخاب نشدند و تیمور، پیرمحمد جهانگیر را که در آن زمان والی کابل بود، به جانشینی خود برگزید.
بازماندگان تیمور که بیشتر از نوادگانش بودند، پس از مرگش به مخالفت با یکدیگر پرداختند و قلمرو وسیعی را که او با وجود آن همه جنگ و شقاوت به هم پیوند داده بود، تجزیه نمودند.
در آغاز، همراهان تیمور، مرگ او را پنهان داشتند و طرح حمله به چین را بی آن که لغو نمایند، متوقف کردند و چون پیرمحمد در آن هنگام دور از پایتخت و در حدود غزنین بود، موقتاً برای آرام کردن اوضاع دیگری را به نیابت از او جانشین تیمور نمودند.
این شخص خلیل سلطان نوهٔ دیگر تیمور و پسر میرانشاه بود و در آن هنگام با لشکر تیمور همراه و حاضر شده بود.
البته این اقدام فایده‌ای نبخشید و به زودی با مخالفت بازماندگان مواجه شد. به تدریج این اختلافات طولانی شد و دامنه پیدا کرد. چنان‌که در اندک مدتی، این توطئه‌ها و تحریکات، میراث عظیم تیمور را به حکومتهای مستقل و متخاصم تبدیل کرد.

## منازعات پس از مرگ تیمور
در این بین میرزا خلیل سلطان از رها کردن حکومت خودداری کرد و به همین خاطر پیر محمد ناگزیر شد تا برای به دست آوردن جانشینی که حق خود می‌دانست به زور متوسل شود. از طرفی چون سپاه و توان لازم را برای برخورد با خلیل سلطان نداشت، به همین خاطر حق جانشینی خود را به معین‌الدین شاهرخ که عمو و شوهر مادرش بود واگذاشت.
به این ترتیب، شاهرخ نیز، پیر محمد را به حکومت فارس فرستاد و کوشش نمود تا او را راضی و خرسند نگه دارد.
با این حال چون، سازش شاهرخ با خلیل سلطان، بر پیر محمد گران آمد، از این رو به فرارود (ماوراءالنهر) لشکر کشید، اما در این نبرد شکست خورد و به قندهار گریخت. تا این که چندی بعد در بلخ در سال ۸۰۹ قمری (۱۴۰۶ میلادی) به دست وزیر خویش، پیرعلی تاز کشته شد.

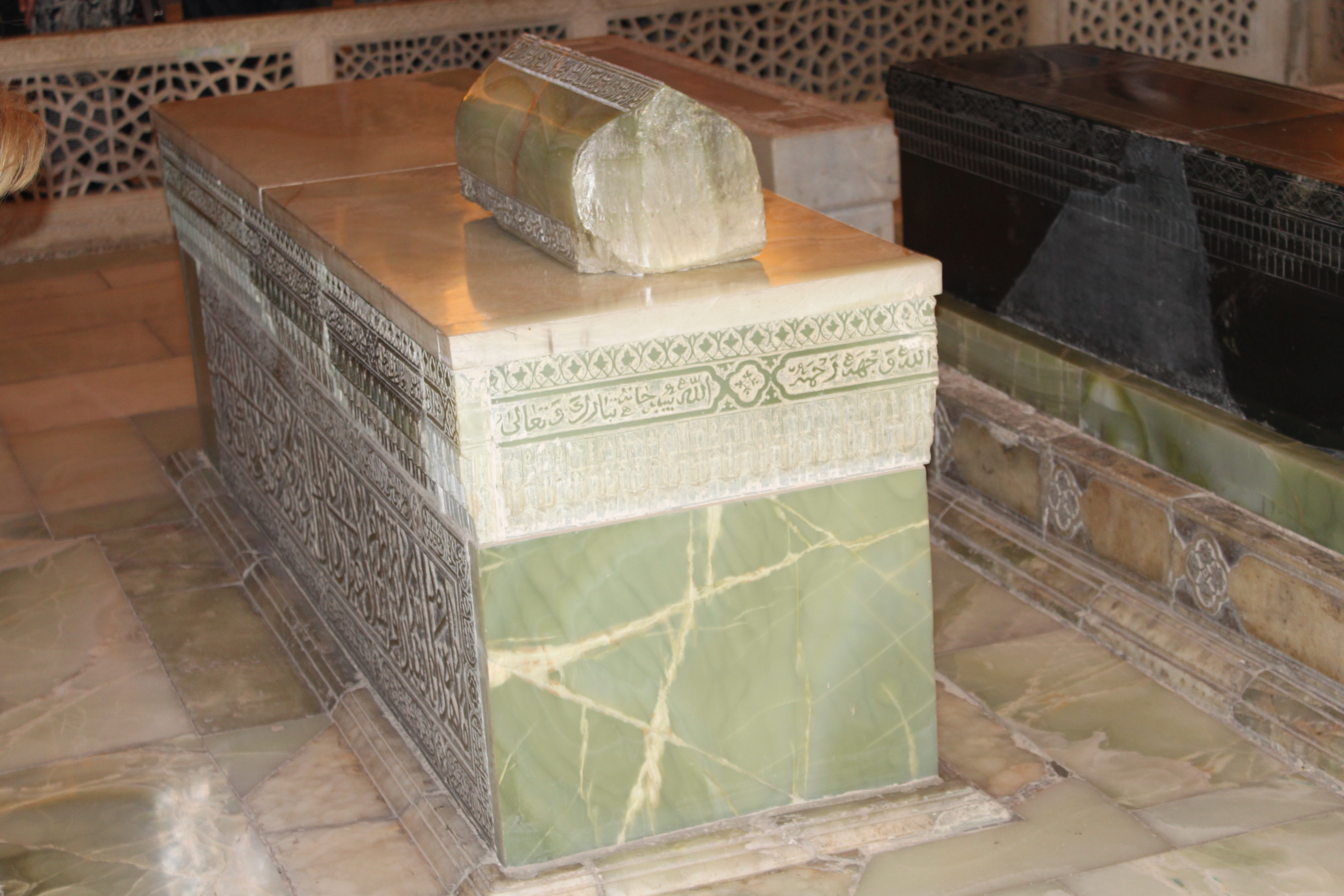
آرامگاه پیرمحمد جهانگیر در گور امیر، سمرقند

## پی‌نوشت‌ها
1. ↑  معین‌الدین نطنزی، ص ۴۳۵
2. ↑  تاج السلمانی، ج ۸، گ ۲۲ پ
3. ↑  غیاثی، ص ۲۱۲
4. 1 2  «دانشنامه رشد، جانشینان تیمور». بایگانی‌شده از اصلی در ۳ اكتبر ۲۰۱۸. دریافت‌شده در ۶ ژوئن ۲۰۲۲. تاریخ وارد شده در |archive-date= را بررسی کنید (کمک)
5. 1 2  «دانشنامه رشد، نوادگان تیمور». بایگانی‌شده از اصلی در ۱۹ ژانویه ۲۰۱۴. دریافت‌شده در ۱۰ آوریل ۲۰۱۲.